# Aphanistes tricolor
Aphanistes tricolor là một loài tò vò trong họ Ichneumonidae.